# San Giacomo della Marca (Carlo Crivelli)
San Giacomo della Marca è un dipinto a tempera e oro su tavola (195x61 cm) di Carlo Crivelli, conservato nel Louvre di Parigi. È firmato e datata OPVS CAROLI CRIVELLI VENETI 1477.

## Storia
L'opera proviene dalla chiesa dell'Annunziata ad Ascoli Piceno, dove rimase fino al 1825. Entrò poi nelle raccolte del cardinale Fesch, dove la vide il Ricci (1834), poi in quella Campana, pervenendo al Louvre nel 1862.

## Descrizione e stile
Si tratta di una delle prime effigi di san Giacomo della Marca, morto nel 1476, appena un anno prima la realizzazione del dipinto: per ritrarlo l'artista si basò sulle immagini di san Bernardino da Siena, suo maestro spirituale.
Il santo è ritratto a figura piena, su un gradino marmoreo, dove stanno inginocchiati due minuscoli devoti, sullo sfondo di un telo teso e decorato in alto da alcuni frutti, secondo uno schema ampiamente sfruttato dall'artista (ad esempio nella Santa Maria Maddalena), che fondeva elementi fiamminghi, veneziani e padovani.
Il santo sta in piedi e, reggendo un libro, indica il trigramma di Cristo, altro attributo tipico di san Bernardino, che allo Zampetti ha fatto pensare si trattasse proprio di tale santo. Il saio dei Frati Minori Osservanti è analogo ai due santi, ma il bastone di canna sembra alludere all'omonimo san Giacomo maggiore.
Il fatto che il dipinto rechi la firma dell'artista certifica come si tratti di un pannello isolato, non di uno scomparto di polittico, altrimenti la firma sarebbe dovuta essere nel pannello centrale e non in uno laterale.
Come altre opere di questa fase, il dipinto mostra un insolito connubio tra il decorativismo sontuoso di matrice gotico-bizantina, un'espressività calcata derivata da Donatello, eleganze tardogotiche e sperimentazioni spaziali dei padovani, in particolare Mantegna, come il piede del santo che sporge dal gradino proiettandosi illusionisticamente verso lo spettatore.